# Aldo Serena
Pour les articles homonymes, voir Serena (homonymie).
Aldo Serena est un footballeur italien, né le 25 juin 1960 à Montebelluna.

## Biographie
Aldo Serena est né le 25 juin 1960 à Montebelluna. Attaquant de pointe, Aldo a joué dans les trois plus grands clubs italiens (la Juventus, l'Inter Milan et le Milan AC) et a  notamment disputé deux phases finales de Coupe du monde avec la Squadra Azurra en 1986 et 1990.
Lors du Mondiale 90 disputé à domicile, il marque un but en huitièmes de finale contre l'Uruguay, mais rate son tir au but en demi-finale contre l'Argentine.
Il est l'un des cinq seuls joueurs italiens (avec Giovanni Ferrari, Sergio Gori, Pietro Fanna et Attilio Lombardo) à avoir remporté le scudetto avec trois clubs différents.

## Carrière
- 1978-1979 :  Inter Milan
- 1979-1980 :  Côme Calcio (prêt)
- 1980-1981 :  AS Bari (prêt)
- 1981-1982 :  Inter Milan
- 1982-1983 :  Milan AC (prêt)
- 1983-1984 :  Inter Milan
- 1984-1985 :  Torino Calcio
- 1985-1987 :  Juventus FC
- 1987-1991 :  Inter Milan
- 1991-1993 :  Milan AC

## Palmarès

### En club
- Vainqueur de la Coupe Intercontinentale en 1985 avec la Juventus de Turin
- Vainqueur de la Coupe de l'UEFA en 1991 avec l'Inter Milan
- Champion d'Italie en 1986 avec la Juventus de Turin, en 1989 avec l'Inter Milan et en 1992 et en 1993 avec le Milan AC
- Vainqueur de la Coupe d'Italie en 1982 avec l'Inter Milan
- Vainqueur de la Supercoupe d'Italie en 1989 avec l'Inter Milan

### En équipe d'Italie
- Troisième de la Coupe du monde 1990

### Distinction individuelle
- Meilleur buteur de la Série A en 1989 (22 buts)